# Вайтрамсдорф
Вайтрамсдорф (нем. Weitramsdorf) — община в Германии, в федеральной земле Бавария.
Подчиняется административному округу Верхняя Франкония. Входит в состав района Кобург. Население составляет 5061 человек (на 31 декабря 2010 года). Занимает площадь 33,71 км².
Коммуна подразделяется на 9 сельских округов.

## Население
По оценке на 31 декабря 2015 года население общины Вайтрамсдорф составляет 4918 чел. 

| Дата      | 1840 | 1871 | 1900 | 1925 | 1939 | 1950 | 1961 | 1970 | 1987 | 2011 |
| --------- | ---- | ---- | ---- | ---- | ---- | ---- | ---- | ---- | ---- | ---- |
| Население | 1239 | 1318 | 1422 | 1563 | 1852 | 2899 | 3853 | 4523 | 4338 | 5009 |

| Год       | 1960 | 1970 | 1980 | 1990 | 2000 | 2009 | 2010 | 2011 | 2012 | 2013 | 2014 | 2015 |
| --------- | ---- | ---- | ---- | ---- | ---- | ---- | ---- | ---- | ---- | ---- | ---- | ---- |
| Население | 3745 | 4579 | 4550 | 4565 | 4997 | 5110 | 5061 | 4995 | 5010 | 4931 | 4914 | 4918 |